# Червень 2007
Червень 2007 — шостий місяць 2007 року, що розпочався у п'ятницю 1 червня та закінчився у суботу 30 червня.

## Події
- 6 червня — початок роботи триденного 33-го саміту G8, що проходив у Німеччині.
- 12 червня — Мілан Мартіч визнаний винним у вбивстві і переданому переслідуванні, в той час як він був лідером сербської республіки Країна між 1991 і 1995 роками.
- 13 червня — Шимон Перес обраний президентом Ізраїлю.
- 15 червня — початок битви за Хора — військова операції в ході війни в Афганістані.